# فیلیپو گیولدی
فیلیپو گیولدی (انگلیسی: Filippo Ghioldi؛ زادهٔ ۶ ژانویهٔ ۱۹۹۹) بازیکن فوتبال اهل ایتالیا است.